# JoJo no kimyō na bōken: Crazy Diamond no akuryō-teki shitsuren
JoJo no kimyō na bōken: Crazy Diamond no akuryō-teki shitsuren (jap. ジョジョの奇妙な冒険 クレイジー・Dの悪霊的失恋 Jojo no kimyō na bōken: Kureijī daiyamondo no akuryō-teki shitsuren) – manga napisana przez Kōheia Kadono i zilustrowana przez Tasuku Karasumę, publikowana na łamach magazynu „Ultra Jump” wydawnictwa Shūeisha od grudnia 2021 do maja 2023. Jest to spin-off serii JoJo’s Bizarre Adventure autorstwa Hirohiko Arakiego.
Adaptacja w formie light novel, również napisanej przez Kadono, ukazała się 19 czerwca 2023.

## Fabuła
Akcja rozgrywa się w marcu 1999 roku, dekadę po wydarzeniach z Stardust Crusaders i miesiąc przed wydarzeniami z Diamond Is Unbreakable. Dziesięć lat po śmierci Dio, Hol Horse jest jednym z ocalałych, którzy próbują wrócić do normalnego życia. Pewnego dnia Hol Horse przyjmuje zlecenie od matki pierwotnego właściciela Pet Shopa, aby odnaleźć drugiego zwierzaka jej syna, papugę imieniem Petsounds, która również posiada stand. Po spotkaniu z Marią, Hol Horse namawia Boingo, aby pomógł mu przy użyciu swojego standu, Tohtha, który radzi dwójce udać się do Morioh. Tam spotykają ucznia pierwszej klasy liceum, Josuke Higashikatę, a także Ryoko Kakyoin, kuzynkę Noriakiego Kakyoina, która obwinia się o doprowadzenie kuzyna do spotkania z Dio i jego ostatecznej śmierci.
Ostatecznie okazuje się, że Petsounds jest wykorzystywany przez oficera policji o imieniu Kazuki Karaiya, wnuka jednego z wampirów stworzonych przez człowieka z filaru, Karsa, w latach 30. XX wieku. Karaiya wierzy, że ma prawo rządzić innymi. Po pokonaniu złoczyńcy Hol Horse opowiada Ryoko o losie jej kuzyna, a bohaterowie rozchodzą się w przyjaznej atmosferze.

## Manga
Seria ukazywała się w magazynie „Ultra Jump” od 18 grudnia 2021 do 19 maja 2023. Wydawnictwo Shūeisha zebrało jej rozdziały w 3 tankōbonach, wydawanych od 17 czerwca 2022 do 19 czerwca 2023.
| Nr | Data wydania (język japoński) | ISBN (język japoński)  |
| -- | ----------------------------- | ---------------------- |
| 1  | 17 czerwca 2022               | ISBN 978-4-08-883157-2 |
| 2  | 19 grudnia 2022               | ISBN 978-4-08-883354-5 |
| 3  | 19 czerwca 2023               | ISBN 978-4-08-883543-3 |

## Odbiór
Tom 1 serii zadebiutował z szacowaną sprzedażą na poziomie 35 000 egzemplarzy, zajmując 17 miejsce na japońskiej liście sprzedaży Oriconu w tygodniu premiery, oraz dodatkowe 38 000 egzemplarzy w drugim tygodniu. Tom drugi zadebiutował wyżej, na dziewiątym miejscu, z wynikiem 54 000 sprzedanych egzemplarzy. Do grudnia 2022 seria osiągnęła nakład 300 000 egzemplarzy, wliczając sprzedaż cyfrową.